# Osiedle Powstańców Śląskich (Poznań)

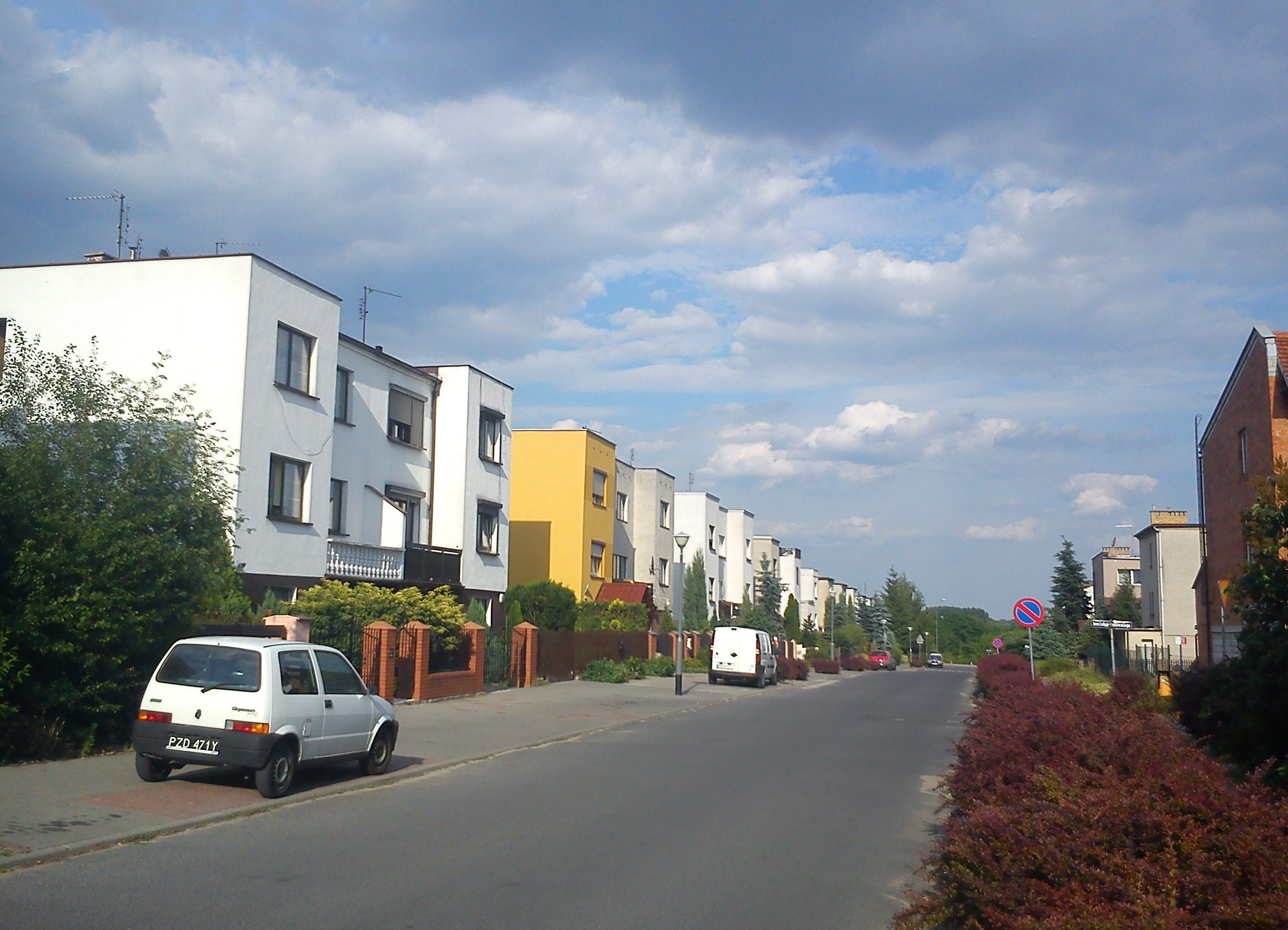
Ulica Korfantego

Osiedle Powstańców Śląskich (także niepoprawnie: Osiedle Powstań Śląskich) – osiedle domów jednorodzinnych, zlokalizowane w południowej części Poznania, na Świerczewie, na północ od  autostrady A2.
Osiedle skoncentrowane jest przy ulicach toponimicznie związanych z bohaterami powstań śląskich, np. Wojciecha Korfantego, Teodora Tyca, czy Wincentego Styczyńskiego. Dojazd zapewniają autobusy linii 75 z Dębca lub Górczyna do przystanku Korfantego. Wzdłuż wschodniego skraju osiedla przepływa Górczynka, na południu zaś przebiega granica Poznania z Luboniem. Na północ znajdują się stare osiedle baraków. Jednostka nie posiada rozbudowanej struktury handlowo-usługowej.